# Square d'Ajaccio
Le square d'Ajaccio, anciennement square des Invalides, est un square du 7e arrondissement de Paris. 

## Situation et accès
Il longe le côté nord-est de l'hôtel des Invalides.
Le site est accessible par le 127, rue de Grenelle. Il est ouvert à des horaires réglementés.
Il est desservi par la ligne 13 à la station Varenne.

## Historique
Il est créé par Adolphe Alphand, comme le square Santiago-du-Chili voisin (pendant du square, de l'autre côté de l'hôtel des Invalides). Il est planté de nombreux arbres (marronniers, platanes d'Orient centenaires, tulipier de Virginie, magnolia), massifs de fleurs, buis, fusains, viornes, aucubas, troènes et arbustes fleuris. Il possède le label Écojardin.

« Il y a quelque quarante ans, les horlogers de la rue de Grenelle  avaient coutume de régler leurs pendules sur le passage d'un promeneur, dont chaque jour ramenait, à la même heure, la silhouette familière et grave. Comme jadis Emmanuel Kant sur les remparts de Kœnigsberg, Hippolyte Taine allait, de son ermitage de la rue Cassette au square des Invalides, rêver devant l'arbre que Maurice Barrès, dans une page fameuse, appelle “l'arbre de M. Taine”.
C'est ce souvenir que les amis du philosophe ont voulu rappeler en choisissant le square des Invalides pour y placer un modeste monument. […]
Telles sont les raisons dont s'est inspiré le comité qui vient de se former pour l'érection d'un monument Taine au square des Invalides, et qui a pour président M. Paul Bourget, pour secrétaire M. Victor Giraud. Le trésorier en est M. Edmond Fouret, de la librairie Hachette. […] »

— Henry Bordeaux, Revue des Deux Mondes, 15 avril 1930.

Vues du square
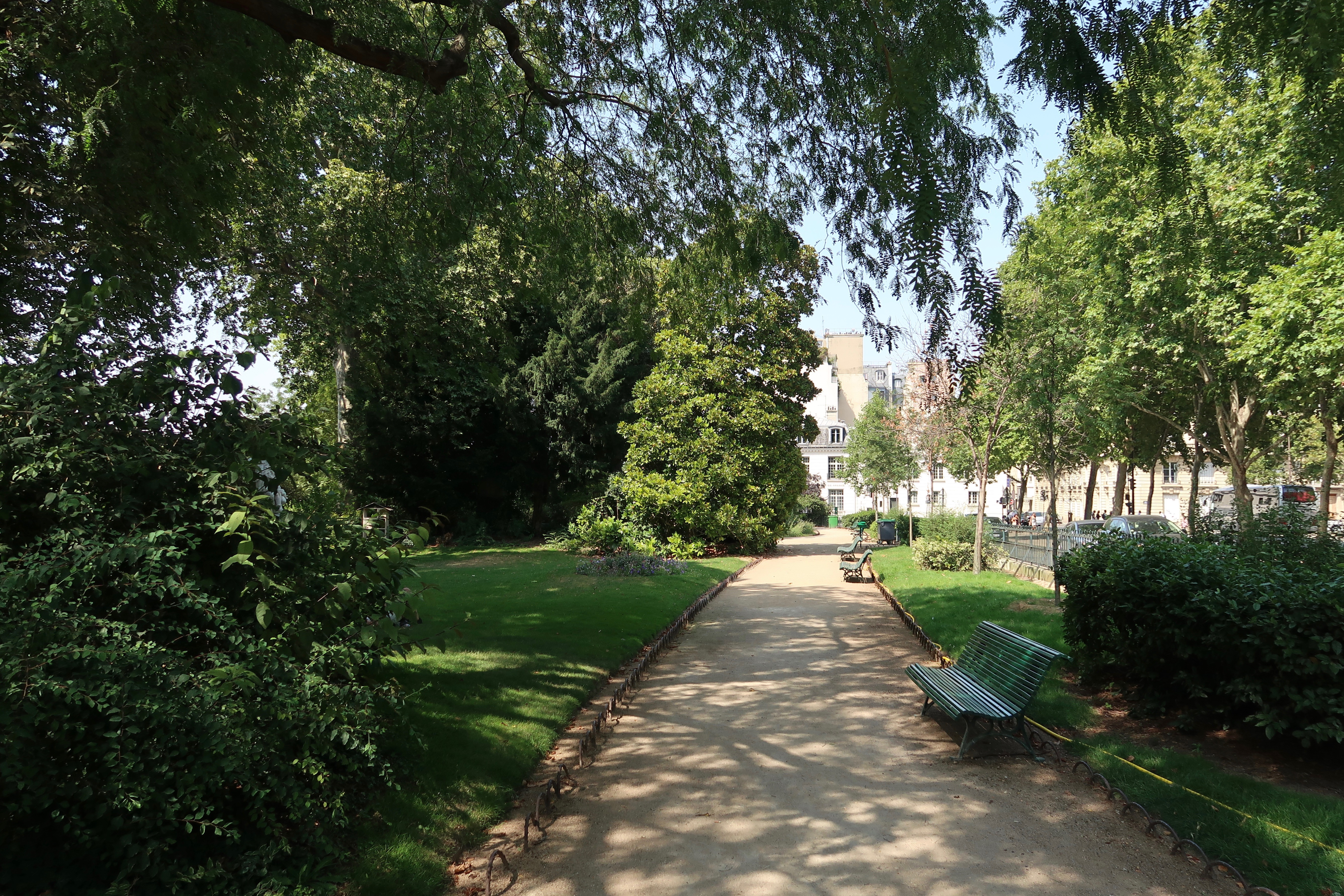
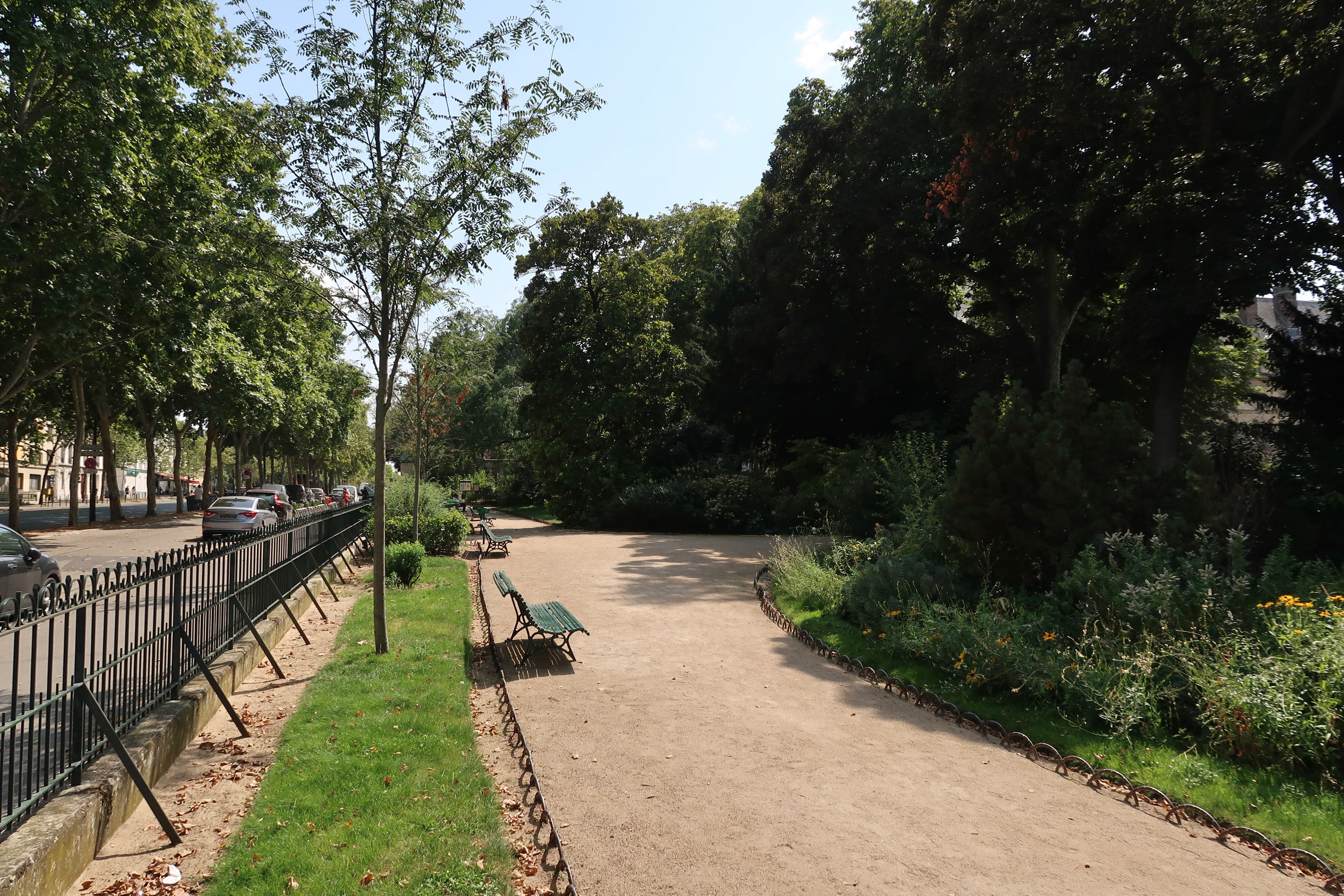
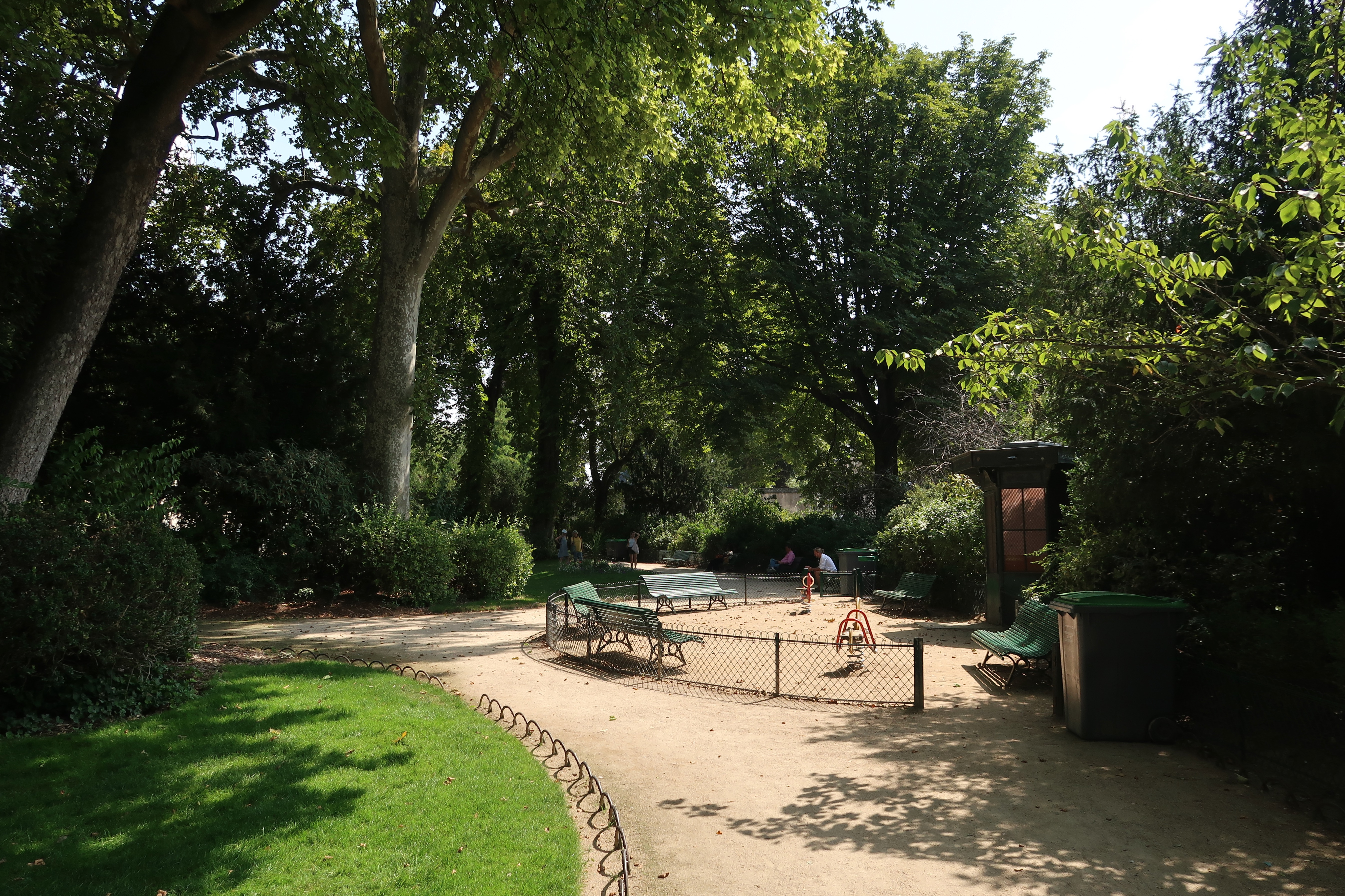

Le square compte une aire de jeux pour enfants et un point d'eau potable. Les chiens y sont interdits.

## Statuaire
- Émile-André Boisseau, La Défense du foyer (1887)[1], groupe en marbre.
- Monument à Hippolyte Taine, orné d'un médaillon en bronze sculpté par Oscar Roty, 1931. La stèle porte l'inscription : « A LA / MEMOIRE / DE / HIPPOLYTE TAINE / 1828-1893 / CAUSASRERUM ALTISSIMAS / CANDIDO CONSTANTI ANIMO / IN PHILOSOPHIA HISTORIA LITERIS / PERSERUTATUS / VERITATEM UNICE DILEXIT »[1],[2].
- Monument au général Gouraud. Ce buste, érigé en 1989, est inauguré le 19 avril 1989 par Jacques Chirac, maire de Paris[3]. C'est une copie en pierre du buste en bronze exposé au Salon des artistes français de 1927 par le sculpteur Émile Oscar Guillaume[4].
- La statue en bronze Un ancêtre, d'André Paul Arthur Massoulle, dont le modèle en plâtre a été exposé au Salon de 1882, a été envoyée à la fonte sous le régime de Vichy, dans le cadre de la mobilisation des métaux non ferreux.

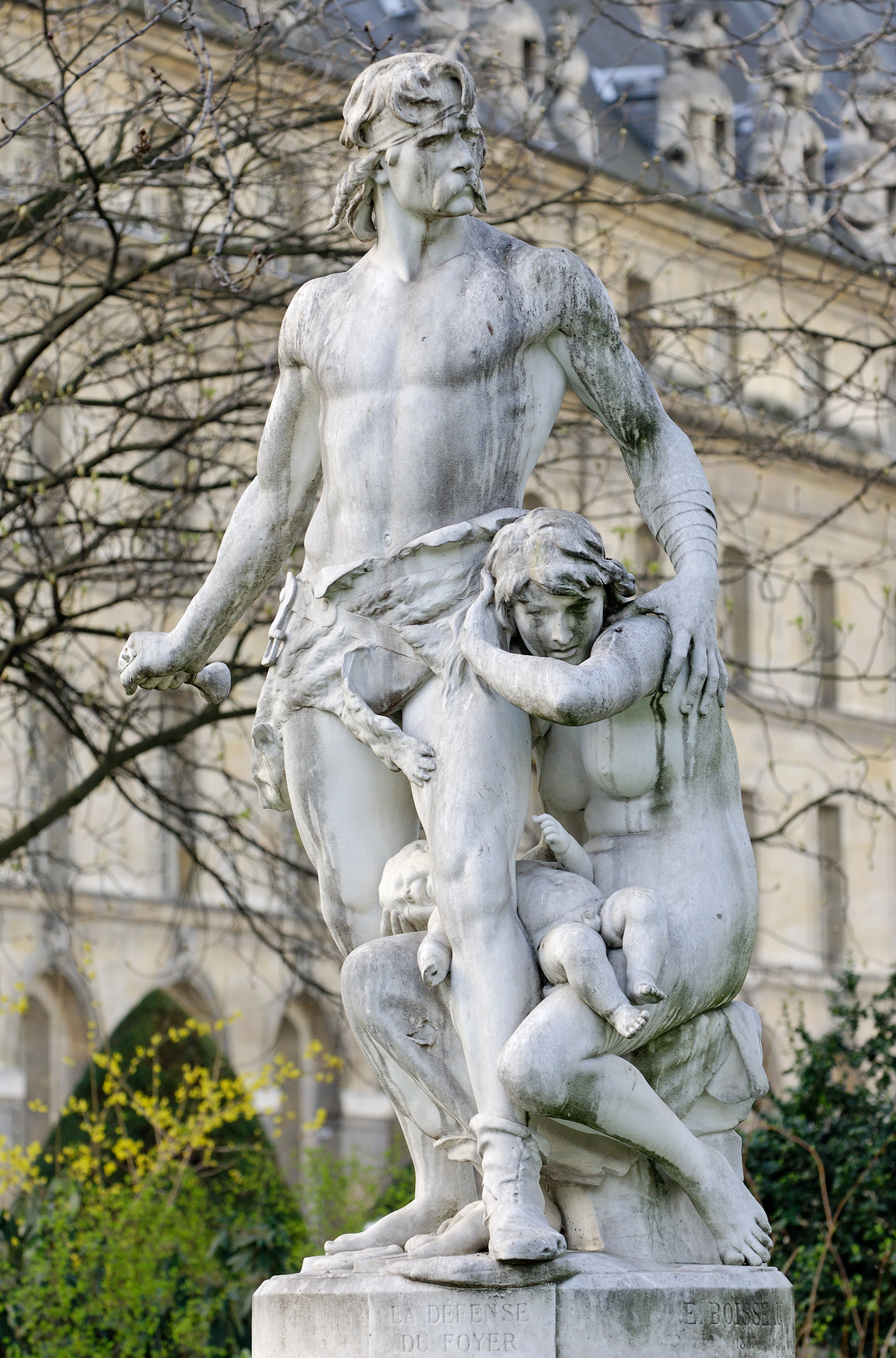
Émile-André Boisseau, La Défense du foyer.
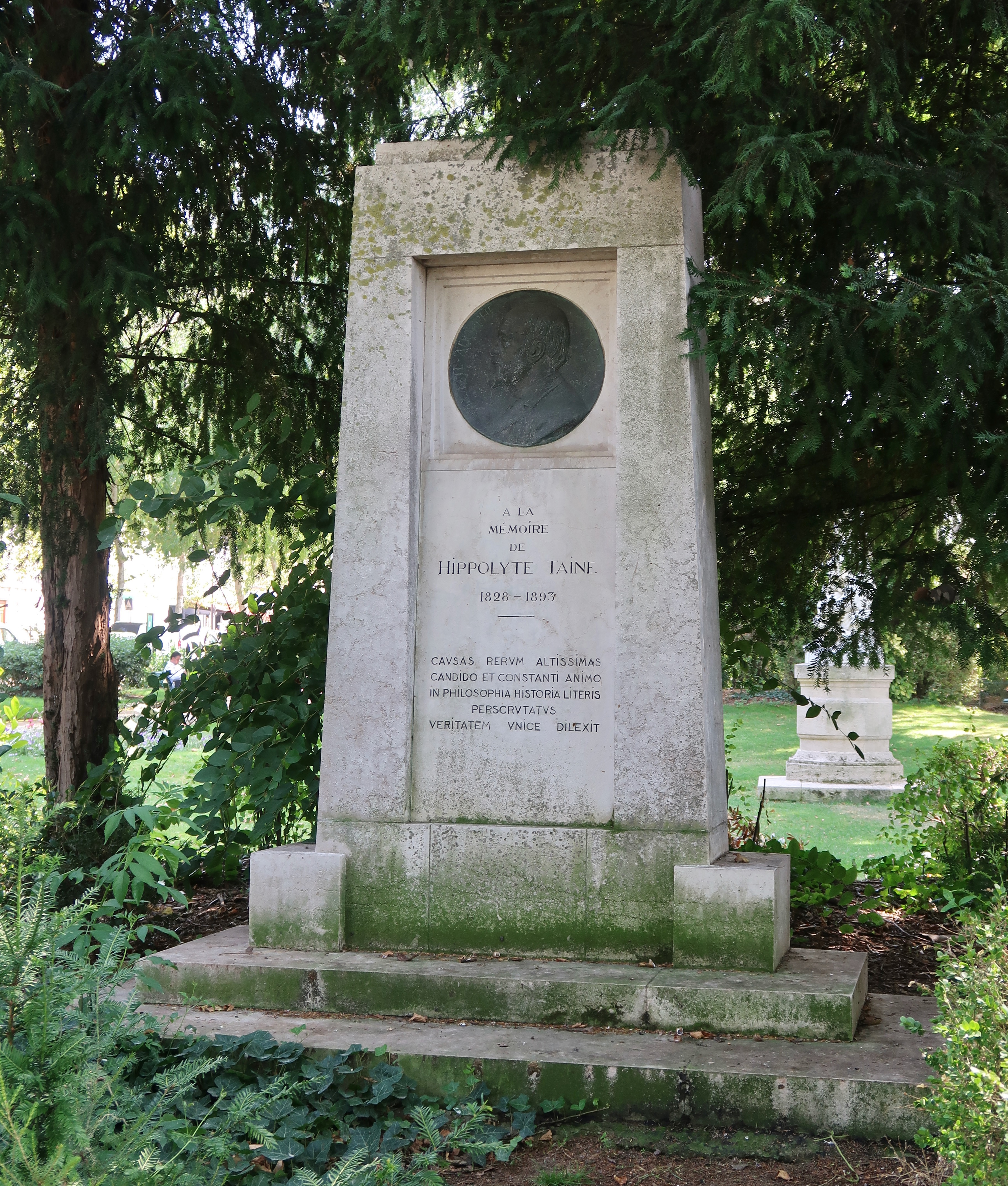
Oscar Roty, Monument à Hippolyte Taine.
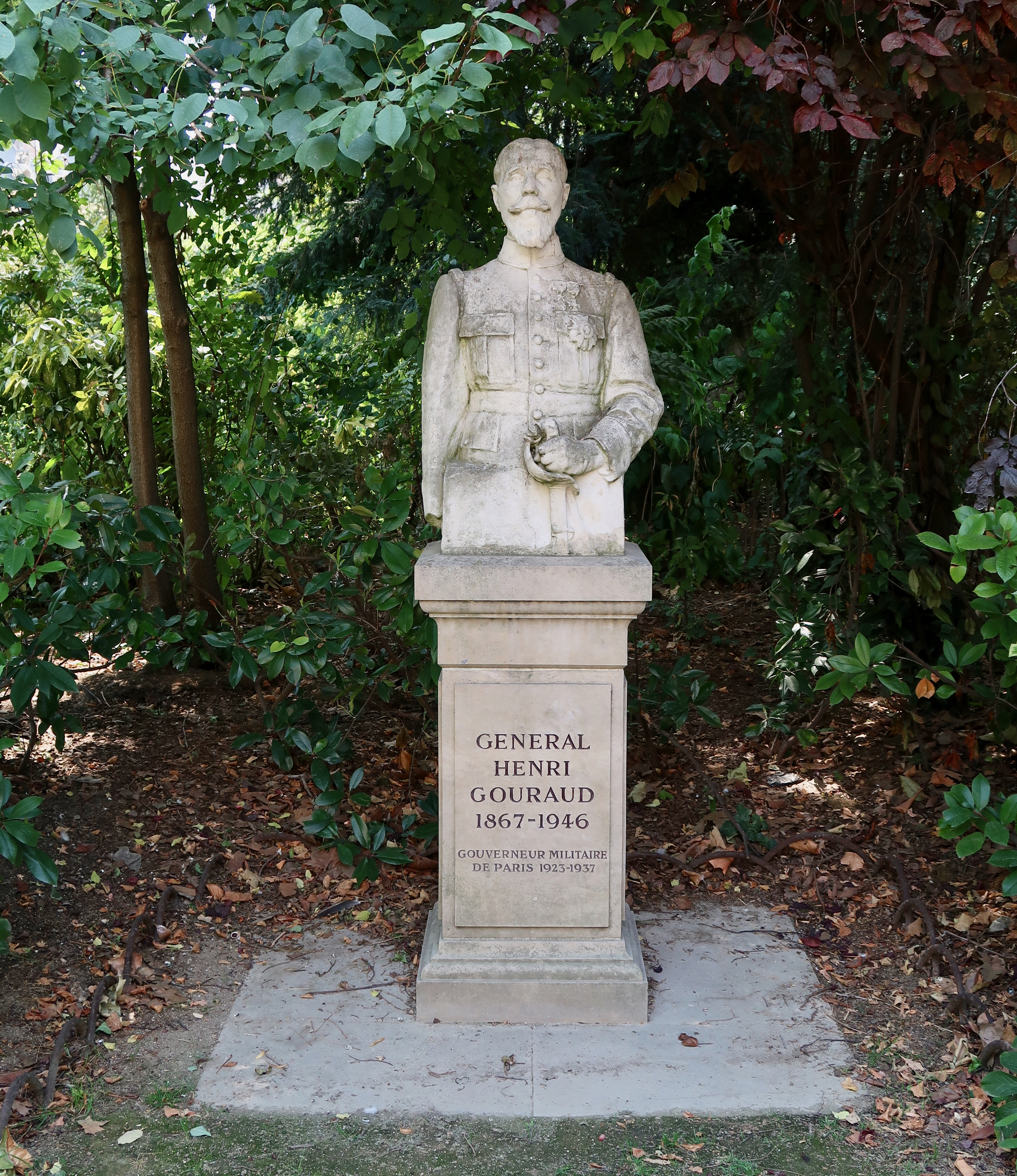
Monument à Henri Gouraud.